# Die Tribute von Panem – The Ballad of Songbirds and Snakes
Die Tribute von Panem – The Ballad of Songbirds and Snakes (Originaltitel: The Hunger Games: The Ballad of Songbirds and Snakes) ist ein US-amerikanischer dystopischer Science-Fiction-Film von Regisseur Francis Lawrence, der am 16. November 2023 in die deutschen und am darauffolgenden Tag in die US-amerikanischen Kinos kam. Es handelt sich um die Verfilmung des Romans Die Tribute von Panem X – Das Lied von Vogel und Schlange von Suzanne Collins und um ein Prequel zu den vorausgegangenen vier Filmen der Die-Tribute-von-Panem-Filmreihe. In den Hauptrollen sind Tom Blyth als Coriolanus Snow und Rachel Zegler als Tribut Lucy Gray Baird zu sehen.

## Handlung
Zehn Jahre nach dem Ende der Dunklen Tage absolviert der 18-jährige Coriolanus Snow unter der Leitung von Dekan Casca Highbottom seinen Abschluss an der Akademie des Kapitols. Da seine Eltern im Bürgerkrieg ums Leben gekommen sind und Coriolanus bei seiner Großmutter und seiner Cousine Tigris in ärmlichen Verhältnissen lebt, benötigt er das von der wohlhabenden Familie Plinth gesponserte Stipendium, um die Universität besuchen zu können. In der Akademie erfährt er jedoch, dass das Stipendium jetzt noch nicht verliehen wird. Stattdessen wurde in Abstimmung mit der obersten Spielmacherin Dr. Volumnia Gaul für die alljährlichen Hungerspiele entschieden, dass die 24 vielversprechendsten Absolventen erstmals als Mentoren der Tribute fungieren sollen. Derjenige, dessen Tribut während der Hungerspiele die beste Show abliefert, soll im Gegenzug das Stipendium erhalten.
Zu seiner Enttäuschung wird Coriolanus nur der weibliche Tribut aus Distrikt 12 zugeteilt. Die junge Wandermusikerin Lucy Gray Baird hat zwar keine Kampferfahrungen, beeindruckt Coriolanus aber schon bald mit ihrem selbstsicheren Auftreten. Um ihre Gewinnchancen zu erhöhen, erbittet Coriolanus bei Dr. Gaul eine Abänderung der Eröffnungszeremonie der Hungerspiele, durch die ein größerer Fokus auf die individuellen Persönlichkeiten der einzelnen Tribute gelegt werden soll. Mit der Aussicht, so höhere Einschaltquoten verzeichnen zu können, stimmt die oberste Spielmacherin dem Vorschlag zu. Sein Konzept soll er zusammen mit Clemensia Dovecote schriftlich ausarbeiten. Diese ist jedoch später unpässlich, und so schreibt er das Exposé alleine. Bei der nächsten Unterredung mit Dr. Gaul behauptet Clemensia jedoch, das Exposé zum Großteil selbst geschrieben zu haben. Als sie zum Beweis die Unterlagen aus einem Tank mit mutierten Giftschlangen holen soll, erkennen die Schlangen ihren Geruch nicht und beißen zu. Clemensia verfällt in einen Schockzustand.
Bereits vor Beginn der Spiele kommt es zu einer Reihe von Zwischenfällen: Erst wird Arachne Crane von ihrem Tribut getötet und dieser zur Strafe erschossen, dann erfolgt ein Bombenanschlag von Rebellen auf die Arena, bei dem mehrere Tribute und Mentoren ums Leben kommen. Coriolanus und Felix Ravinstill müssen nach dem Anschlag ins Krankenhaus gebracht werden. Somit ist bereits vor Beginn der Spiele fast die Hälfte aller Tribute tot. Im Krankenhaus sieht Coriolanus Lucy Grays Vorstellung im Fernsehen. Sie präsentiert ein Lied aus ihrem Heimatdistrikt und gewinnt so die Einwohner des Kapitols für sich, wodurch Coriolanus sie später während der Hungerspiele materiell unterstützen kann.
Am ersten Tag fliehen Lucy Gray und ihr Mittribut Jessup, wie Coriolanus ihr geraten hat, in die Tunnel unter der Arena. Der Schützling von Coriolanus’ gutem Freund Sejanus Plinth, welcher nach dem Bombenanschlag fliehen konnte, wird gekreuzigt in der Arena präsentiert und von einem anderen Tribut von seinem Leid erlöst. Als Sejanus in der Nacht die Arena betritt, um seinen Tribut würdig zu bestatten, setzt er sich der Gefahr von Angriffen der noch lebenden Teilnehmer aus. Dr. Gaul beauftragt daher Coriolanus, seinen Freund aus der Spielstätte zu holen, und stellt ihm ein gutes Wort bei Sejanus’ Eltern bezüglich des Stipendiums in Aussicht. Die Rettungsaktion gelingt, doch Coriolanus tötet den Tribut Bobbin und er und Sejanus entkommen nur knapp einer Gruppe weiterer Tribute.
Am nächsten Tag wird Lucy Gray von dem tollwutkranken Jessup aus den Tunneln gejagt. Coriolanus und Jessups Mentorin Lysistrata schicken Drohnen mit Wasserflaschen, vor denen Jessup zurückschreckt und zu Tode stürzt. Später nutzt Coriolanus die defekten Drohnen, um Lucy Gray vor ihren Verfolgern zu retten. Wenig später verkündet Dr. Gaul im Fernsehen, dass Felix Ravinstill an seinen Verletzungen gestorben sei, und deutet an, dass ihre Schlangenmutationen zum Einsatz kommen werden. Um die Gewinnchancen von Lucy Gray zu erhöhen, macht Coriolanus die Schlangen mit ihrem Geruch vertraut, damit die Tiere seinen Tribut verschonen. Tatsächlich geht Lucy Gray als einzige Überlebende aus dem folgenden Schlangenangriff hervor. Dr. Gaul will zunächst auch sie sterben lassen, um die Rebellen zu maßregeln, doch alle Anwesenden sind von Lucy Grays Auftreten beeindruckt und fordern, dass sie die Arena verlassen darf. Schließlich gibt Dr. Gaul nach und Lucy Gray wird zur Gewinnerin der zehnten Hungerspiele gekürt.
Coriolanus erhält allerdings nicht das versprochene Stipendium. Weil er die Schlangen manipuliert und Lucy Gray vor den Spielen eine Puderdose voll Rattengift gegeben hat, mit dem sie mehrere Tribute vergiftet hat, wird er von Dekan Highbottom für zwanzig Jahre als Friedenswächter nach Distrikt 12 versetzt. Er und der mit ihm versetzte Sejanus sehen bei der Hinrichtung des Rebellen Arlo mit Entsetzen, wie dessen Freundin Lil verhaftet wird. Später trifft er Lucy Gray wieder, woraufhin sich zwischen beiden eine Romanze entwickelt. Lucy Gray verarbeitet die Ereignisse der Hinrichtung in ihrem neuen Lied The Hanging Tree.
Als sie gegenüber Coriolanus ihre Pläne äußert, aus Panem zu fliehen, möchte er sie begleiten. Zeitgleich erfährt er von seinem Kommandanten, dass er in anderthalb Wochen in der Offiziersschule in Distrikt 2 ausgebildet werden wird. Später ertappt er Sejanus dabei, wie dieser aus Mitleid Rebellen in Distrikt 12 hilft, und stellt ihn zur Rede. Sejanus erzählt, dass er und Lils Bruder Spruce die Rebellin befreien und aus Distrikt 12 fliehen wollen. Zu der Gruppe gehören auch Lucy Grays Exfreund Billy Taupe und Mayfair Lipp, die Tochter des Bürgermeisters, welche ihren Vater dazu überredet hatte, ihre Rivalin Lucy Gray in die Hungerspiele zu schicken. Bei einem Treffen der Gruppe kommt es zu Meinungsverschiedenheiten. Im Getümmel erschießt Coriolanus Mayfair und gerät nun in ein Ermittlungsverfahren. Da er zuvor einen Tonmitschnitt von seinem Gespräch mit Sejanus erstellt hat, wird sein ehemaliger Freund für seinen Verrat gehängt. Als letzte Überlebende ihrer Gruppe treten Coriolanus und Lucy Gray gemeinsam die Flucht an, doch die junge Musikerin scheint zu ahnen, dass er für den Verrat an Sejanus verantwortlich ist. Als er auch noch die Mordwaffe findet und beseitigt, scheint das Vertrauen zwischen beiden gebrochen. Lucy Gray setzt eine Giftschlange auf Coriolanus an und er schießt durch die Bäume auf sie. An der Stelle, wo sie zu Boden gegangen ist, kann er sie jedoch nicht finden.
Coriolanus reist zurück ins Kapitol. Dr. Gaul hat seine Begnadigung erwirkt und begrüßt ihn an der Universität. Von der Familie Plinth erhält er für seine frühere Rettungsaktion in der Arena das Stipendium. Dekan Highbottom erzählt ihm, dass in Distrikt 12 niemand weiß, was mit Lucy Gray geschehen ist. Ihr Verbleib bleibt somit ungeklärt. Der Dekan stirbt an einer Morfix-Ampulle, die Coriolanus mit Rattengift versetzt hat.
Am Ende hört man den alten Coriolanus aus dem Off sagen: „Es sind die Dinge, die wir am meisten lieben, die uns zerstören“.

## Produktion

### Entstehung und Filmstab

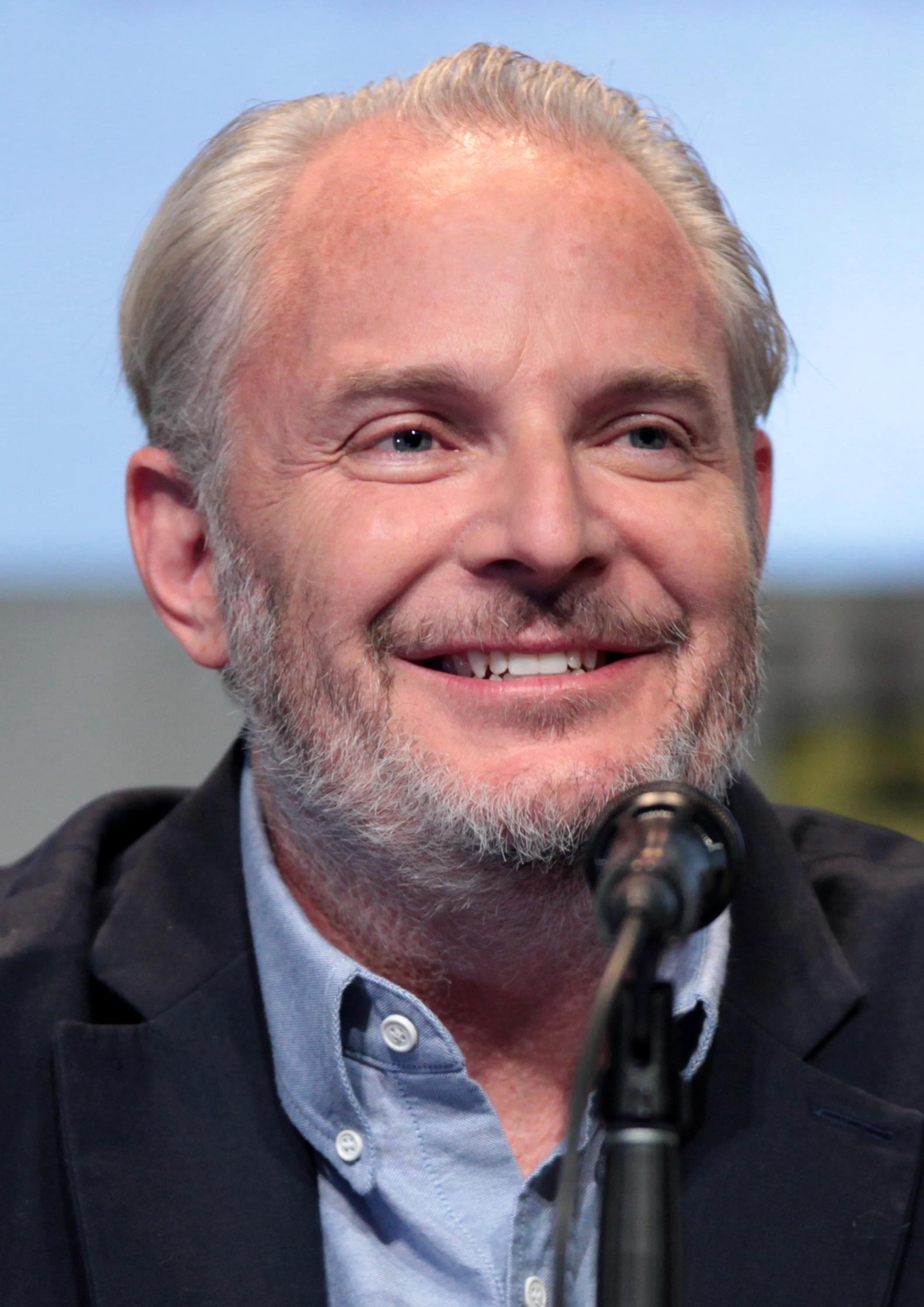
Regisseur Francis Lawrence

Im Mai 2020 erschien der von Suzanne Collins geschriebene Roman Die Tribute von Panem X – Das Lied von Vogel und Schlange als Erweiterung des Tribute-von-Panem-Universums. Die Handlung spielt 64 Jahre vor den bekannten Ereignissen und erzählt vom jungen Coriolanus Snow kurz nach der Zeit der „Dunklen Tage“. Zeitgleich mit der Buchankündigung wurde seitens Lionsgate bestätigt, dass auch eine Verfilmung des Romans fest eingeplant sei. Der Regieposten wurde im April 2020 mit Francis Lawrence besetzt, der zuvor bereits die Tribute-von-Panem-Filme zwei bis vier inszenierte, während Nina Jacobson und Brad Simpson als Produzenten tätig waren. Das Drehbuch wurde von Michael Arndt und Michael Lesslie basierend auf einem Skript von Collins verfasst.
Aufgrund des Umfangs des Ausgangsmaterials kamen seitens der Verantwortlichen Überlegungen auf, das zweieinhalbstündige Prequel im Stile von Mockingjay auf zwei Filme aufzuteilen. Angesichts der vorwiegend negativen Reaktionen auf diesen Schritt bei den finalen Tribute-von-Panem-Filmen wurde diese Idee letztendlich jedoch verworfen, um das Publikum durch eine Wartezeit zwischen den Teilen nicht zu frustrieren. Stattdessen wurde The Ballad of Songbirds and Snakes in drei Akte unterteilt, wobei zunächst Snows Zeit in der Akademie des Kapitols, im Anschluss die Hungerspiele und schließlich die Liebesbeziehung zwischen ihm und Lucy Gray Baird beleuchtet wird. Regisseur Francis Lawrence wollte dabei durch eine komplexe Geschichte erzählen, wie und warum sich Snow zu einem Tyrannen entwickelt und welche Figuren ihn auf diesem Weg maßgeblich beeinflussen.

### Besetzung

#### Hauptbesetzung
Die Hauptrolle des jungen Coriolanus Snow wurde Mitte Mai 2022 mit dem britischen Schauspieler Tom Blyth besetzt, der sich für seine Darstellung des späteren Tyrannen weniger an der Darbietung von Donald Sutherland aus den Tribute-von-Panem-Filmen orientierte, sondern vielmehr seine eigene Version der Figur verkörperte. Bereits zuvor wurde Rachel Zegler als weiblicher Tribut Lucy Gray Baird aus Distrikt 12 verpflichtet, die zur Gewinnerin der 10. Hungerspiele avanciert. Die Nachwuchsdarstellerin lehnte die Rolle zunächst ab, da sie nach den sechsmonatigen Dreharbeiten zu Snow White (2025) nicht gleich für ein weiteres halbes Jahr von ihrer Familie getrennt sein wollte, wurde durch die Verpflichtung ihres Freundes Josh Andrés Rivera als Mentor Sejanus Plinth letztendlich aber umgestimmt.
Innerhalb des Kapitols übernahm Peter Dinklage die Rolle des Ausbilders und Organisators der 10. Hungerspiele Casca Highbottom, während Viola Davis als Oberste Spielmacherin Dr. Volumnia Gaul und Jason Schwartzman als Moderator Lucretius „Lucky“ Flickerman zu sehen sind. Darüber hinaus verkörperte Fionnula Flanagan Snows Großmutter und Hunter Schafer seine Cousine Tigris, die in Die Tribute von Panem – Mockingjay Teil 2 noch von Eugenie Bondurant gespielt wurde.
In weiteren Nebenrollen sind Michael Greco und Daniela Grubert als die Eltern von Sejanus Plinth zu sehen. Burn Gorman, Scott Folan, Carl Spencer verkörpern Friedenswächter in Distrikt 12, während dort ansässige Wandermusiker von Honor Gillies, Eike Onyambu und Konstantin Taffet gespielt werden. Weitere Bewohner von Distrikt 12 wurden mit Dakota Shapiro, George Somner, Vaughan Reilly und Isobel Jesper Jones besetzt.

#### Mentoren und Tribute
Die Ensembledarsteller der Mentoren und Tribute wurden im Sommer 2022 verkündet. Die deutschsprachigen Schauspieler – darunter Irene Böhm, Kjell Brutscheidt, Florian Burgkart und Dimitri Abold – arbeiteten für den Film mit einem Dialekt-Coach zusammen, um eine US-amerikanische Aussprache zu bekommen.
| Distrikt | Mentor                 | Mentor                     | weibl. Tribut   | weibl. Tribut           | Mentor             | Mentor             | männl. Tribut | männl. Tribut            |
| Distrikt | Rolle                  | Darsteller                 | Rolle           | Darsteller              | Rolle              | Darsteller         | Rolle         | Darsteller               |
| -------- | ---------------------- | -------------------------- | --------------- | ----------------------- | ------------------ | ------------------ | ------------- | ------------------------ |
| 1        | Palmyra Monty          | Aminata Lucia Yade Toscano | Velvereen       | Varvara Kanellakopoulou | Livia Cardew       | Flora Thiemann     | Facet         | Tim Torok                |
| 2        | Florus Friend          | Levi Strasser              | Sabyn           | Yuli Lam                | Sejanus Plinth     | Josh Andrés Rivera | Marcus        | Jerome Lance             |
| 3        | Urban Canville         | Mekyas Mulugeta            | Teslee          | Vanessa Blanck          | Io Jasper          | Seyna Sylla        | Circ          | Felix Audu               |
| 4        | Iphigenia Moss         | Anni Baumann               | Sol             | Samia Hofmann           | Dennis Fling       | Yalany Marschner   | Hy            | Kittipong Ace Cunjanagan |
| 5        | Diana Ring             | Emma Brüggler              | Ginnee          | Kyra Reinert            | Apollo Ring        | Aaron Finn Schultz | Otto          | Nova Just                |
| 6        | Persephone Price       | Athena Strates             | Coral           | Mackenzie Lansing       | Festus Creed       | Max Raphael        | Mizzen        | Cooper Dillon            |
| 7        | Pliny „Pup“ Harrington | Ayomide Adegun             | Lamina          | Irene Böhm              | Vipsania Sickle    | Amélie Hoeferle    | Treech        | Hiroki Berrecloth        |
| 8        | Hilarius Heavensbee    | Florian Burgkart           | Wovey           | Sofia Sanchez           | Juno Phipps        | Serena Oexle       | Bobbin        | Knox Gibson              |
| 9        | Androcles Anderson     | Chieloka Jairus            | Sheaf           | Joan Marie Laux         | Gaius Breen        | Joshua Kantara     | Panlo         | Lucas Wilson             |
| 10       | Arachne Crane          | Lilly Cooper               | Brandy          | Luna Kuse               | Domitia Whimsiwick | Kaitlyn Akinpelumi | Tanner        | Kjell Brutscheidt        |
| 11       | Felix Ravinstill       | Aamer Husain               | Dill            | Luna Steeples           | Clemensia Dovecote | Ashley Liao        | Reaper        | Dimitri Abold            |
| 12       | Coriolanus Snow        | Tom Blyth                  | Lucy Gray Baird | Rachel Zegler           | Lysistrata Vickers | Zoe Renee          | Jessup Diggs  | Nick Benson              |

### Dreharbeiten und Kostüme

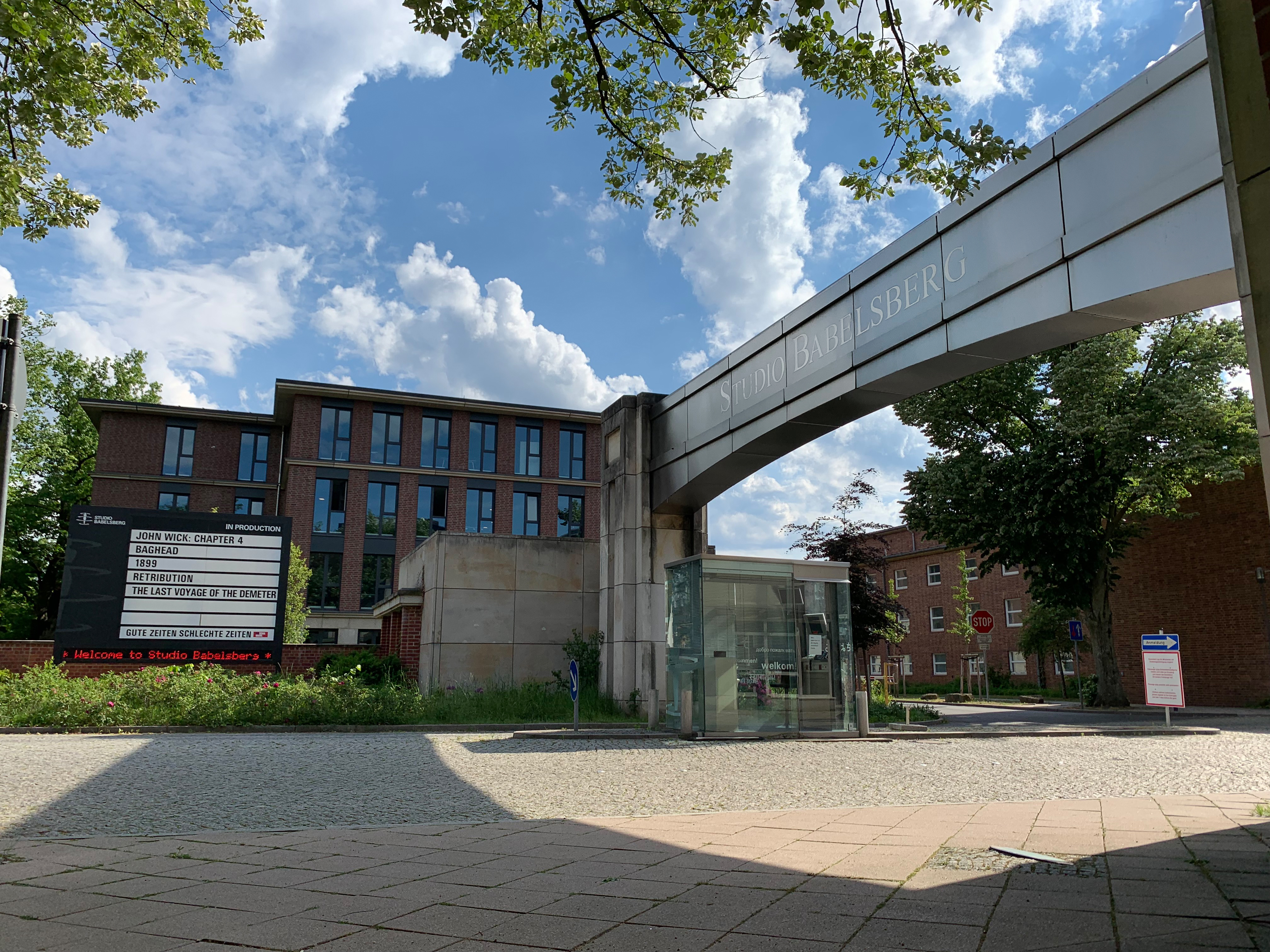
Das Studio Babelsberg war Drehort und Koproduzent.

Die Dreharbeiten mit Kameramann Jo Willems begannen Mitte Juli 2022 im Potsdamer Studio Babelsberg, das als Koproduzent tätig war. Als Kulisse des Kapitols dienten größtenteils verschiedene Schauplätze in Berlin, die digital verfremdet wurden, um der Optik des futuristischen Panems zu entsprechen. Der deutsche Szenenbildner Uli Hanisch orientierte sich dabei visuell am Erscheinungsbild der Hauptstadt in den 1950er sowie 1960er Jahren und nutzte so unter anderem das Alte Museum, den Strausberger Platz, die Säulenhalle des Krematoriums Baumschulenweg, das Tieranatomische Theater der Humboldt-Universität, den Bärensaal im Alten Stadthaus, den Britzer Garten, die James-Simon-Galerie und den Kuppelsaal im Deutschen Sportforum als Drehorte. Für die Außenansicht der Hungerspiele-Arena diente das digital um drei Stockwerke erweiterte Olympiastadion als Kulisse, während Innenaufnahmen in der Jahrhunderthalle im polnischen Breslau entstanden. Weitere Reminiszenzen an die ’50er und ’60er Jahre stellen die verwendeten Heckler&Koch-G3-Sturmgewehre als Standardwaffen der Friedenswächter dar.

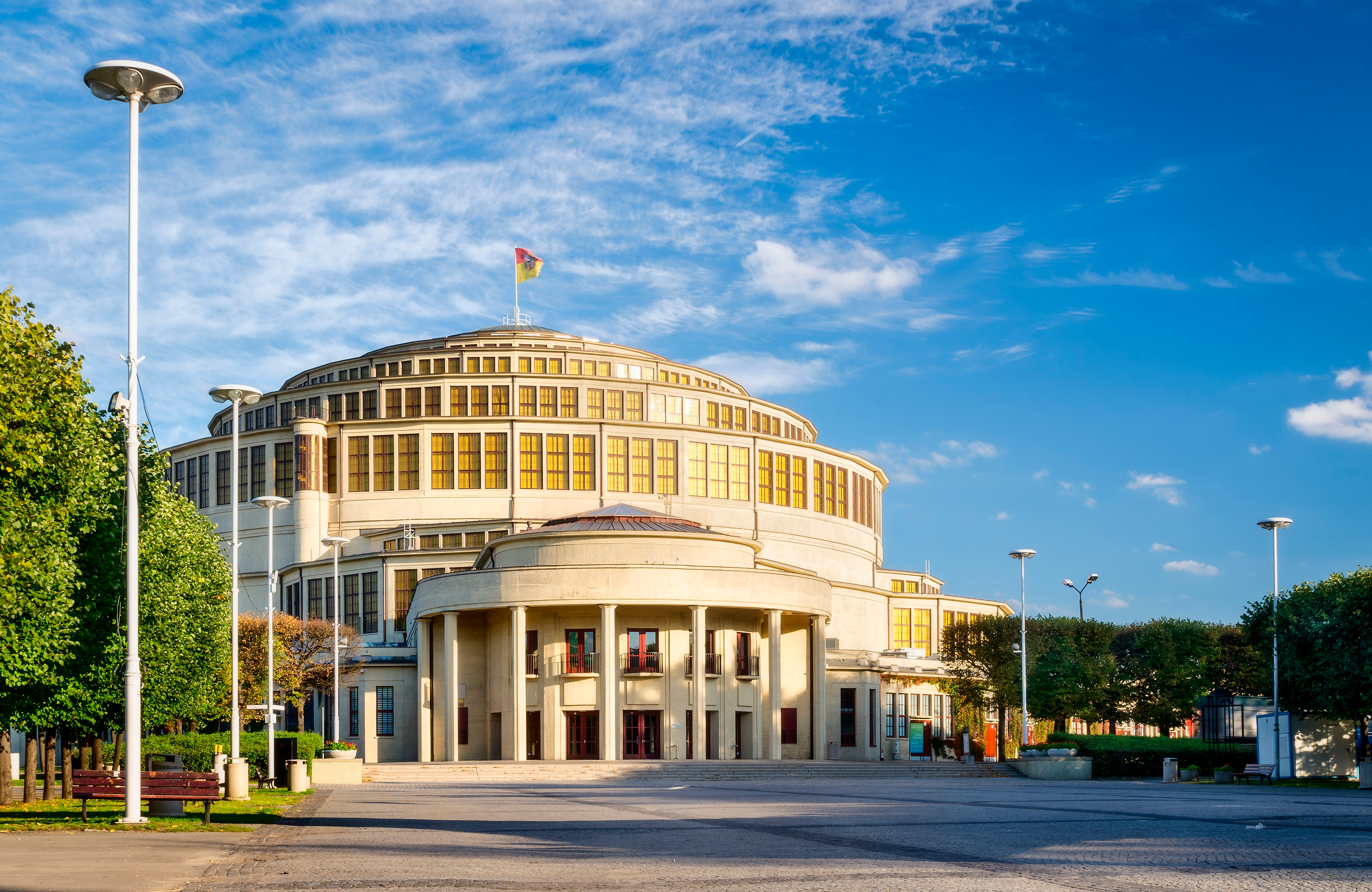
Die Jahrhunderthalle in Breslau

Als Schauplatz für Distrikt 12 wurde der Landschaftspark Nord in Duisburg genutzt, wo im August 2022 als erste Hollywood-Produktion überhaupt mit über 3000 Statisten gedreht wurde. Weitere Filmaufnahmen erfolgten am Völkerschlachtdenkmal in Leipzig und in verschiedenen Städten in Nordrhein-Westfalen, darunter Hattingen, Köln und Düsseldorf. Anfang November 2022 wurden die Filmaufnahmen nach insgesamt 84 Drehtagen abgeschlossen. Finanzielle Unterstützung erhielt das Filmprojekt unter anderem vom Deutschen Filmförderfonds, der Film- und Medienstiftung NRW und dem Medienboard Berlin-Brandenburg.
Als Kostümbildnerin war Trish Summerville tätig. Das handbemalte und in Berlin geschneiderte Regenbogenkleid von Lucy Gray Baird setzte sich dabei aus einem bis zu zehnlagigen Rock aus Tüll und Stretch mit Rüschen zusammen, während das Korsett in Anlehnung an das Spotttölpel-Kleid von Katniss Everdeen im Film Die Tribute von Panem – Catching Fire entworfen wurde. Die Akademie-Uniformen fertigte Summerville einzeln an und wählte als Farbe ein Rot mit blauem Unterton. Die aus einem klassischen Kilt, einem schlichten Sportmantel und einem Sakko ohne Reverse bestehenden Uniformen sollten so ein kaltes Farbgefühl erwecken und ein Gefühl der Gleichheit zwischen den Absolventen vermitteln. Der rot-weiße Laborkittel von Dr. Volumnia Gaul war hingegen eine Einzelanfertigung und sollte den Eindruck erwecken, als würde Blut aus ihm herausfließen.

### Filmmusik und Veröffentlichung
Für die Filmmusik war wie bei allen vier Vorgängerfilmen James Newton Howard verantwortlich. Daneben war auch die chinesische Pianistin Yuja Wang an der Komposition beteiligt und trug unter anderem drei von Howard komponierte Solo-Stücke zum Soundtrack-Album bei.
Daneben steuerte der Musiker Dave Cobb mehrere Songs zum Soundtrack bei, die auf Liedtexten von Suzanne Collins aus der Romanvorlage basierten. Die Songs wurden größtenteils von der Musik der Appalachen inspiriert, enthielten aber auch Country- und Folk-Einflüssen von Sängerinnen wie Dolly Parton, Loretta Lynn, Patsy Cline, Joan Baez oder Jo Stafford und den Smiths. Die Lieder wurden mit Vintage-Instrumenten aus den 1940er Jahren in Savannah vorproduziert, während Hauptdarstellerin Rachel Zegler die Darbietung live am Filmset übernahm. Das aus 17 Musikstücken bestehende Soundtrack-Album wurde am 17. November 2023 über Geffen Records veröffentlicht. Zur Tracklist zählen dabei der offizielle Filmsong Can’t Catch Me Now von Olivia Rodrigo und eine Coverversion von The Hanging Tree durch Zegler.
Ein erster Teaser wurde am 5. Juni 2022 im Rahmen der MTV Movie & TV Awards veröffentlicht, ehe ein offizielles Bild am 16. August 2022 folgte. Der erste Trailer zum Film wurde am 27. April 2023 im Rahmen der CinemaCon vorgestellt; ein zweiter folgte am 20. September 2023. Die Weltpremiere erfolgte am 1. November 2023 und die europäische Premiere vier Tage später im Berliner Zoo Palast. The Ballad of Songbirds and Snakes kam am 16. November 2023 in die deutschen und am darauffolgenden Tag in die US-amerikanischen Kinos. Der digitale Heimkinostart erfolgte in den Vereinigten Staaten am 19. Dezember 2023, ehe der Film ab dem 13. Februar 2024 auch auf DVD und Blu-ray verfügbar war. In Deutschland war The Ballad of Songbirds and Snakes ab dem 15. März 2024 digital erhältlich; die Veröffentlichung auf analogen Datenträgern erfolgte am 5. April.

## Synchronisation
Die deutsche Synchronisation entstand nach einem Dialogbuch und unter der Dialogregie von Frank Schaff bei Neue Tonfilm München.
| Rolle                        | Darsteller               | Synchronsprecher    |
| ---------------------------- | ------------------------ | ------------------- |
| Coriolanus „Coryo“ Snow      | Tom Blyth                | Patrick Baehr       |
| Coriolanus „Coryo“ Snow      | Dexter Sol Ansell (jung) | Tim Mikulla         |
| Lucy Gray Baird              | Rachel Zegler            | Samina König        |
| Sejanus Plinth               | Josh Andrés Rivera       | Nicolas Rathod      |
| Dr. Volumnia Gaul            | Viola Davis              | Martina Treger      |
| Dekan Casca „Cas“ Highbottom | Peter Dinklage           | Claus-Peter Damitz  |
| Lucretius „Lucky“ Flickerman | Jason Schwartzman        | Norman Matt         |
| Tigris Snow                  | Hunter Schafer           | Friedel Morgenstern |
| Grandma’am                   | Fionnula Flanagan        | Dagmar Dempe        |
| Kommandant Hoff              | Burn Gorman              | Patrick Schröder    |
| Clemensia Dovecote           | Ashley Liao              | Leslie-Vanessa Lill |
| Festus Creed                 | Max Raphael              | Tim Schwarzmaier    |
| Lysistrata Vickers           | Zoe Renee                | Malika Bayerwaltes  |
| Arachne Crane                | Lilly Cooper             | Jaimee Lau          |
| Jessup Diggs                 | Nick Benson              | Karim El Kammouchi  |
| Billy Taupe                  | Dakota Shapiro           | Max Felder          |
| Mayfair Lipp                 | Isobel Jesper Jones      | Maresa Sedlmeir     |

## Rezeption

### Altersfreigabe
In den Vereinigten Staaten erhielt The Ballad of Songbirds and Snakes von der MPA aufgrund von stark gewalttätigen Inhalten und verstörendem Material ein PG-13-Rating. In Deutschland vergab die FSK eine Freigabe ab 12 Jahren. In der Begründung heißt es, der Film enthalte im Rahmen der „Hungerspiele“, bei denen Kinder und Jugendliche sich gegenseitig umbringen müssen, eine Vielzahl von Gewaltszenen. Dabei komme es vereinzelt zu deutlichen Verletzungs- und Tötungsdarstellungen, im weiteren Verlauf auch zu Hinrichtungsszenen. Da die Gewalt jedoch nicht verherrlicht oder reißerisch ausgespielt werde, könnten diese Szenen in den Kontext der gesellschaftskritischen Science-Fiction-Geschichte eingeordnet und entsprechend verarbeitet werden.

### Kritiken
Erste Kritikerstimmen bezeichneten The Ballad of Songbirds and Snakes als solide Ergänzung zu den bisherigen Tribute-von-Panem-Filmen und hoben dabei insbesondere die Darbietungen der beiden Hauptdarsteller Tom Blyth und Rachel Zegler positiv hervor. Auch das Szenenbild und die Filmmusik des düsteren und emotional komplexen Films wurden mehrfach gelobt. Vereinzelt kritisiert wurden Abänderungen der Romanvorlage, die zum Teil einen negativen Einfluss auf die Persönlichkeiten der Figuren hätten. Auch die zweieinhalbstündige Laufzeit wurde stellenweise als zu lang bezeichnet, während andernorts der dritte Akt als „gehetzt“ charakterisiert wurde.
Die Tribute von Panem – The Ballad of Songbirds and Snakes konnte 64 % der 237 bei Rotten Tomatoes gelisteten Kritiker überzeugen und erhielt dabei eine durchschnittliche Bewertung von 6,4 von 10 Punkten. Das zusammenfassende Fazit der Seite lautet, trotz eines überstürzten und etwas frustrierenden Endes sei das Prequel dank einer herausragenden Besetzung und einer spannenden Geschichte eine würdige Rückkehr nach Panem. Bei Metacritic erhielt der Film basierend auf 52 Kritiken einen Metascore von 54 von 100 möglichen Punkten. Damit handelt es sich um den am schlechtesten bewerteten Film innerhalb der Tribute-von-Panem-Reihe.

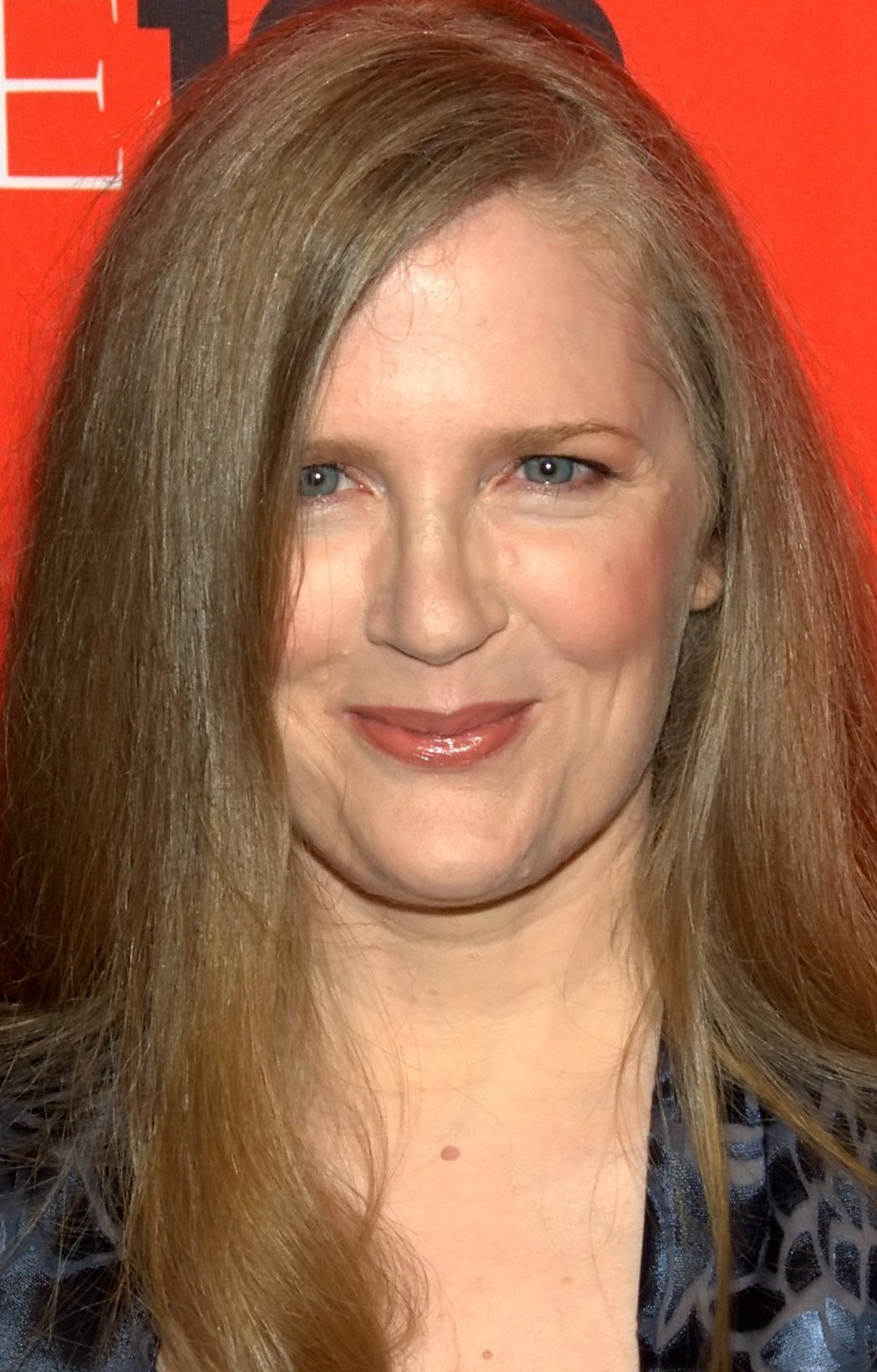
Autorin Suzanne Collins

Zu einem positiven Urteil gelangt Peter Debruge von Variety, für den The Ballad of Songbirds and Snakes eine riskante, aber fesselnde Hintergrundgeschichte über den machthungrigen Bösewicht Coriolanus Snow sei. Das Prequel fühle sich dabei mit seiner Mischung aus jugendlicher Romanze, blutigen Spielen und politischen Kommentaren wie eine natürliche Fortführung der Tribute-von-Panem-Filme an, erweitere den Kanon eindrucksvoll, würdige weiterhin aber auch zentrale Schlüsselthemen der dystopischen Welt und sei durch diese Herangehensweise besser umgesetzt als die Phantastische-Tierwesen-Reihe. Die offensichtlich von den Star-Wars-Prequels inspirierte Geschichte thematisiere diesmal nicht den Widerstand gegen den Faschismus, sondern zeige, wie Unterhaltung von Staatssystemen zur Manipulation der Bevölkerung genutzt werde, wobei die Intelligenz des jungen Publikums in einer Weise respektiert werde, wie es nur Romanautorin Suzanne Collins könne. Die im Mittelpunkt der Handlung stehende Lucy Gray Baird sei dabei eine Mischung aus der selbstlosen Heldin Katniss Everdeen, der betörenden Esmeralda von Victor Hugo und der Pop-Ikone Taylor Swift, die mit ihrer Musik Menschen zusammenbringe. Auch die von Hauptdarstellerin Rachel Zegler gesungenen Lieder seien Höhepunkte des sonst düsteren Thrillers, während zwischen ihr und Snow-Darsteller Tom Blyth eine seltsame, aber starke Chemie bestehe. Als Kritikpunkt nennt Debruge den zu langen dritten Akt, in dem Regisseur Francis Lawrence sichtlich Probleme habe, Snows inneren Monolog und seine Zerrissenheit aus der Romanvorlage auf den Film zu übertragen. Das Ergebnis sei so ein zu vages Ende, auch wenn Lawrence selbst Kennern des Buchs durchaus Raum für Überraschungen und Debatten biete.
Auch David Ehrlich zeigt sich in seiner Kritik für IndieWire begeistert und bezeichnet The Ballad of Songbirds and Snakes als einen der besten Vertreter innerhalb des Subgenres der dystopischen Jugendfilme. Dabei handle es sich auch um eines der wenigen Prequels, das die gesamte Filmreihe übertreffe, weitaus intimer sowie bodenständiger als die vorherigen Filme sei und trotzdem auch als eigenständige Geschichte funktioniere. Zusammengehalten werde The Ballad of Songbirds and Snakes von großen Darbietungen eines Schauspielensembles, das nicht das dramatische Gewicht einer ganzen Trilogie tragen müsse. Viola Davis könne so überzeugend die verrückte Wissenschaftlerin verkörpern, während Rachel Zegler fesselnd und nuanciert aufspiele. Auch Hauptdarsteller Tom Blyth wird von Ehrlich positiv hervorgehoben, dessen vielschichtige, beängstigende und undurchsichtige Darbietung einen Großteil zum Mysterium des Films beitrage. Der Filmkritiker bemängelt hingegen das Szenenbild, das durch den Einsatz von CGI oft unecht wirke, und das von Michael Arndt und Michael Lesslie adaptierte Drehbuch, das sich etwas zu sehr an der Romanvorlage von Suzanne Collins orientiere und so auch deren Schwachstellen übernehme. Außerdem bezeichnet Ehrlich die zentralen Hungerspiele als enttäuschend, da sie zwar überraschend schonungslos und realistisch dargestellt werden, durch eine PG-13-Freigabe und stereotypische Figuren aber zu sehr eingeschränkt seien.
Durchwachsener steht Amy Nicholson von der New York Times dem „Slow-burn-Prequel“ gegenüber, da The Ballad of Songbirds and Snakes für sie fast schon wie ein Musical wirke, das nach anfänglicher Lächerlichkeit erst spät seine Stärke entfalten könne. Das von Michael Arndt und Michael Lesslie verfasste Drehbuch versuche dabei erst gar nicht, die zentrale Romanze realistisch darzustellen, während die Hungerspiele wie ein Low-Budget-Abklatsch aus dem ersten Film wirken und altbekannte Handlungsstränge wieder aufwärmen würden. Der finale dritte Akt sei hingegen scharfsinnig und packend, auch wenn die stärksten Elemente der Romanvorlage nur schwer zu verfilmen seien.
Enttäuscht zeigt sich auch David Rooney vom Hollywood Reporter, für den es The Ballad of Songbirds and Snakes an Spannung, einer Existenzberechtigung und insbesondere Jennifer Lawrence fehle. Wo die Schauspielerin die vier Vorgängerfilme noch durch ihr Charisma so unterhaltsam machte, habe das Prequel nicht einen Bruchteil der emotionalen Kraft ebendieser Teile. Die von Rachel Zegler verkörperte Lucy Gray Baird sei zwar lebhaft und durch ihre Lieder mitreißend, was sie zu mehr als nur einem reinen Katniss-Everdeen-Abklatsch mache, doch im Verlauf der Handlung müsse sie zunehmend der Präsenz ihres Co-Darstellers Tom Blyth weichen. Dieser bringe die Sensibilität und wachsende Härte seiner Figur wirkungsvoll in Einklang, doch Coriolanus Snow sei einfach kein adäquater Ersatz für Katniss Everdeen. Das Drehbuch interessiere sich zwar für seine moralische Demontage, doch der Verrat an Lucy Gray sei zu ungeschickt inszeniert, als dass er etwas anderes als eine erzwungene Handlungsentwicklung sein könne. Auch die restlichen Figuren seien eher dürftig ausgearbeitet; Viola Davis sei als Erzschurkin zu temperamentvoll, um sie zu hassen, aber nicht genug, um Spaß zu machen.
Ein vernichtendes Fazit zieht Peter Bradshaw in seiner Filmkritik für den Guardian, der The Ballad of Songbirds and Snakes als erschöpfend, verworren und albern charakterisiert. Das Prequel sei nur eine sinnlose Neuauflage bereits bekannter Thematiken, der es an neuen Inspirationen mangele und deren Energie und dramatische Elemente nahezu erloschen seien. Das Publikum bekomme stattdessen lächerliche Kostüme und Frisuren, Actionsequenzen ohne Spannung und CGI-Kulissen präsentiert. Etwas Humor komme zwar durch Jason Schwartzman in den Film, doch dieser solle nur über die sonst uninteressanten Hungerspiele hinwegtäuschen.

### Buch und Film
Obwohl der Film in der Geschichte über weite Teile relativ genau der Romanvorlage folgt, gibt es doch einige kleinere, aber auch ein paar recht bedeutende Unterschiede zum Buch. So ist das Buch ausschließlich aus Coriolanus‘ Sicht geschrieben und der Leser erfährt sehr oft, was Coriolanus gerade denkt. Im Film werden diese Gedanken ausschließlich im Dialog und nicht selten – und manchmal unpassend – von seinem Gegenüber geäußert.
Im Roman gibt es einige zusätzliche wichtige Nebenfiguren, wie Coriolanus‘ Vertrauenslehrerin Satyria Glick, den Nachtclubbesitzer Pluribus Bell und die Biologin Dr. Kay, welche im Film nicht vorkommen. So erfährt Coriolanus im Film statt von Pluribus von Dekan Highbottom selbst, dass er und Coriolanus‘ Vater beste Freunde waren. Im Buch erfährt er von Dr. Kay wie die Aufnahmefunktion der Schnattertölpel funktioniert, im Film von Dr. Gaul.
Das Plinth-Stipendium ist im Roman keiner der von der Akademie verliehenen Geldpreise, sondern wird von den Plinths unabhängig von der Akademie dem Mentor des Siegers der Hungerspiele gestiftet. Deswegen ist Coriolanus besonders bestrebt, dieses zu gewinnen, weil Dekan Highbottom und Dr. Gaul darauf keinen Einfluss haben. Zudem vermutet Coriolanus im Buch lediglich, dass der Dekan versucht zu verhindern, dass er einen der Geldpreise von der Akademie bekommt, während er ihm im Film dies sogar ins Gesicht sagt. Die Versuche des Dekans, das Fortbestehen der Hungerspiele zu verhindern kommen im Buch nicht vor.
Clemensias Schicksal nach dem Schlangenbiss bleibt ungewiss, während sie sich im Roman davon erholt und später nochmal auftritt. Anstelle von Gaius Breen stirbt Felix Ravinstill an den Folgen seiner Verletzungen. Im Buch überlebt Felix und ist dort nicht der Sohn des Präsidenten, sondern sein Großneffe. Die Beerdigung von Arachne Crane, bei der Coriolanus die Nationalhymne singt, und die von Apollo und Diana Ring haben es nicht in den Film geschafft. Im Film bekennen sich Rebellen zum Anschlag auf die Arena, während es im Roman ungewiss bleibt, wer die Explosionen herbeigeführt hat.
Der größte Unterschied zum Buch ist freilich der, dass die Philosophie hinter den Hungerspielen weit weniger ausführlich thematisiert wird: Im Buch sollen sie veranschaulichen, dass die Menschen sich im Naturzustand wie in der Arena gegenseitig bekämpfen würden, wenn das Kapitol sie nicht in ihre Schranken weisen würde (nicht umsonst werden am Anfang des Buches Thomas Hobbes und John Locke zitiert). Dementsprechend schreiben die Schüler nicht den Aufsatz darüber, was ihnen am Krieg gefallen hat. Auch dass Coriolanus diesen später ausbaut zu einem Aufsatz über Sicherheit durch Herrschaft, Chaos durch Fehlen der Herrschaft sowie den Gesellschaftsvertrag, durch welchen die herrschende Instanz, in dem Fall das Kapitol, ermächtigt wird, kommt nicht vor.
Im Vergleich zum Roman wurde die Handlung gerafft. So gibt es statt zwei nur ein offizielles Treffen der Mentoren und Tribute vor dem Fernsehinterview, bei welchem Coriolanus im Gegensatz zum Buch noch im Krankenhaus ist. Auch dauern die Hungerspiele nur zwei Tage statt fünf. Da am Ende die Schlangenmutationen alle Tribute außer Lucy Gray töten, kommt sie gar nicht erst dazu, die Schlangen als Waffen zu gebrauchen. Lucy Gray ist nur im Film gegenüber dem Mädchen aus Distrikt 8 offensichtlich zugeneigt. Coral ist im Buch nicht davon besessen, Lucy Gray zu töten. Sowohl die Szenen beim Lüftungsschacht als auch die Szene, wo Coriolanus die Drohnen als Waffe gegen Corals Meute benutzt, kommen nur im Film vor. Auch Dr. Gauls Versuch, auch Lucy Gray sterben zu lassen, kommt im Roman nicht vor. Dort ist es für sie selbstverständlich, dass der letzte überlebende Tribut gewinnt.
Mehrere persönliche Gespräche zwischen Coriolanus und Sejanus‘ Eltern, welche erklären, warum er nach Sejanus‘ Tod von ihnen aufgenommen wird, kommen im Film nicht vor. Dort bricht Sejanus auch nur in die Arena ein, um seinem Tribut die letzte Ehre zu erweisen, während er im Buch einen Märtyrertod sterben will. Deshalb wird er im Film auch nicht strafversetzt, sondern meldet sich freiwillig als Friedenswächter. Der Kommandant Hoff im Film ist nicht identisch mit dem aus dem Buch. Während er im Buch zwar auch ein pflichtbewusster und loyaler Anhänger des Kapitols ist, tritt er als väterlicher und gemäßigter Charakter auf. Im Film ist er jedoch ein strenger ungnädiger Choleriker. Arlo hat den Friedenswächter und die Bergarbeiter nicht erschossen, sondern lediglich eine Explosion in der Mine herbeigeführt; der Tod der drei war von ihm nicht beabsichtigt. Zudem war im Buch nie die Rede davon, dass er per DNA-Abgleich überführt wurde. Mayfair gehört im Film zu der Gruppe, die aus Distrikt 12 fliehen will, und will sie erst verraten, als Billy Taupe sich immer noch Lucy Gray zugeneigt zeigt. Abgesehen davon ereignet sich die Szene genauso wie im Buch. Im Film wird Coriolanus‘ Tonmitschnitt als Beweis bei Sejanus‘ und Lils Hinrichtung abgespielt. Somit wissen alle Bewohner von Distrikt 12 davon und Sejanus stirbt mit dem Wissen, wer ihn verraten hat. Im Roman wird der Mitschnitt nicht abgespielt. Nur Kommandant Hoff und Dr. Gaul scheinen das Geheimnis zu kennen.

### Einspielergebnis
Am Startwochenende blieb The Ballad of Songbirds and Snakes in den Vereinigten Staaten mit einem Einspielergebnis von rund 44 Millionen US-Dollar leicht hinter den Erwartungen zurück, belegte aber trotzdem den ersten Platz der US-amerikanischen Kinocharts. In internationalen Märkten schnitt der Film mit Einnahmen in Höhe von 54,5 Millionen US-Dollar hingegen über den Erwartungen ab und erreichte so unter anderem in Frankreich, Mexiko und im Vereinigten Königreich die Spitzenposition der Kino-Charts. Auch in Deutschland war The Ballad of Songbirds and Snakes am Startwochenende mit rund 400.000 Kinobesuchern der meistgesehene Film.
Am verlängerten Thanksgiving-Wochenende konnte der Film in den Vereinigten Staaten mit Einnahmen in Höhe von rund 41 Millionen US-Dollar die Spitzenposition der Kino-Charts verteidigen, während er sich in Deutschland mit 225.000 Kinobesuchern dem Historienepos Napoleon geschlagen geben musste. Die weltweiten Einnahmen aus Kinovorführungen belaufen sich auf 337,4 Millionen US-Dollar, von denen The Ballad of Songbirds and Snakes allein 166,4 Millionen im nordamerikanischen Raum erwirtschaften konnte. Damit verbuchte das Prequel die geringsten Kinoeinnahmen aller Filme der Tribute-von-Panem-Reihe. In Deutschland verzeichnete der Film insgesamt 1.669.473 Kinobesucher, durch die er 18,6 Millionen Euro einspielen konnte.

### Auszeichnungen
Im Rahmen der Oscarverleihung 2024 wurde das von Olivia Rodrigo gesungene Lied Can’t Catch Me Now in der Shortlist der Kategorie Bester Filmsong berücksichtigt.
Artios Awards 2024
- Nominierung für den „Zeitgeist Award“ (Debra Zane, Dylan Jury & Simone Bär)[70]

Costume Designers Guild Awards 2024
- Nominierung für die Besten Kostüme in einem Science-Fiction- oder Fantasyfilm (Trish Summerville)
- Nominierung für die Besten Kostümillustrationen (Oksana Nedavniaya)[71]

Grammy Awards 2025
- Nominierung als Bester für visuelle Medien geschriebener Song (Can’t Catch Me Now – Dan Nigro & Olivia Rodrigo)

Hollywood Music in Media Awards 2023
- Nominierung für die Beste Filmmusik in einem Science-Fiction- oder Fantasyfilm (James Newton Howard)
- Auszeichnung als Bester Song in einem Science-Fiction- oder Fantasyfilm (Can’t Catch Me Now – Dan Nigro & Olivia Rodrigo)[72][73]

Music Supervisors Guild Awards 2024
- Nominierung als Bester Filmsong (Can’t Catch Me Now – Dan Nigro, Olivia Rodrigo & Hillary Holmes)[74]

People’s Choice Awards 2024
- Auszeichnung als Bester Actionfilm
- Nominierung als Beste Darstellerin (Rachel Zegler)
- Auszeichnung als Beste Darstellerin in einem Actionfilm (Rachel Zegler)
- Nominierung als Beste Darstellerin (Viola Davis)
- Nominierung als Beste Darstellerin in einem Actionfilm (Viola Davis)[75]

Saturn-Award-Verleihung 2025
- Nominierung als Bester Science-Fiction-Film
- Nominierung als Bester Hauptdarsteller (Tom Blyth)
- Nominierung als Beste Nachwuchsdarstellerin (Rachel Zegler)
- Nominierung für die Beste Filmmusik (James Newton Howard)
- Nominierung für die Besten Kostüme (Trish Summerville)